# 육형석

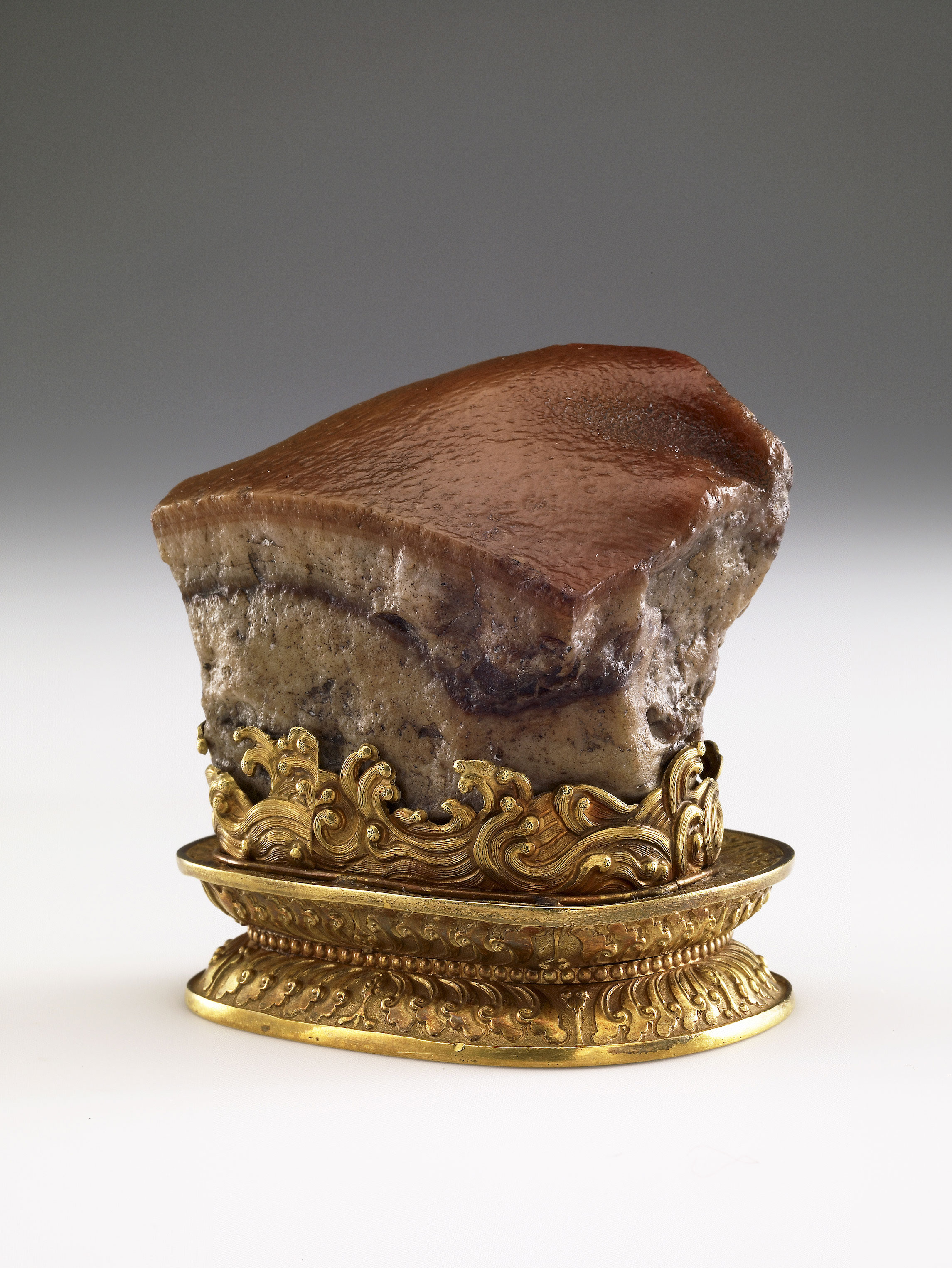

육형석(肉形石)은 벽옥으로 동파육을 묘사한 작품이다. 중화민국 타이베이시의 국립고궁박물원에 소장되어있다. 취옥백채 및 모공정(毛公鼎)과 함께 박물원 3대 보물이다.

## 같이 보기
- 취옥백채